# Gregor Hägele
Gregor Hägele (* 31. Januar 2000 in Stuttgart) ist ein deutscher Popsänger.

## Leben
Gregor Hägele wurde 2000 in Stuttgart geboren. Seine Eltern trennten sich 2010, und er zog mit seiner Mutter nach Frankfurt. Bereits als Kind wurde er musikalisch gefördert und bekam Gesangsunterricht. Als Teenager begann er erste Songs auf YouTube hochzuladen. Nach der Schule studiert Hägele Immobilienwirtschaft.
2017 trat er in der 7. Staffel von The Voice of Germany an. Sein Coach war Yvonne Catterfeld, er schied im Halbfinale aus. 2019 erschien seine erste Single Let Me Go. Mit dieser versuchte er sich bei Unser Lied für Israel für den Eurovision Song Contest 2019 zu qualifizieren und belegte den vorletzten Platz.
Nachdem sein erster Titel auf Englisch erschienen war, begann er ab 2021 auf Deutsch zu singen. 2022 erschien das Duett Wir bleiben mit Sängerin Revelle sowie seine Single Paracetamol. 2023 eröffnete er ein NFL-Spiel in Frankfurt und sang die deutsche Nationalhymne. Es folgten eine Tournee sowie Auftritte im Vorprogramm von Adel Tawil, Alexander Knappe, Michael Schulte, Johannes Oerding, Max Giesinger und Madeline Juno.
2024 veröffentlichte er die Single Fühlst du das auch?, die die ARD für ihre Kampagne zur Fußball-Europameisterschaft 2024 verwendete. Im September 2024 erschien sein Debütalbum Prototyp Liebe bei Polydor, das Platz 10 der deutschen Albumcharts erreichte. Hägele wohnt in Berlin.

## Diskografie

### Alben
- 2024: Prototyp Liebe (Polydor)

### Singles
- 2019: Let Me Go
- 2021: Bitte hass uns nicht
- 2022: Wir bleiben (mit Revelle)
- 2022: Paracetamol
- 2022. Zuckerschock
- 2022: Rückwärtsgang (mit Kris Kross Amsterdam & Kati K)
- 2022: Ana
- 2022: Ein bisschen mehr
- 2022: Phantomschmerz
- 2023: 1 Jahr (Wie lang muss ich noch heilen?)
- 2023: Nur du
- 2023: Dass Liebe schön sein kann (mit Revelle)
- 2023: Letzte Weihnacht
- 2024: Astrologie
- 2024: Fühlst du das auch?
- 2024: Sophie
- 2024: LML
- 2024: Liebes Ich (mit Luana)